# Waquoit Bay
Waquoit Bay ist ein Ästuar an der Südküste von Cape Cod in Massachusetts, Vereinigte Staaten. Das Gebiet ist als public national estuary ausgewiesen und dient als Forschungsreservat (research reserve). Die Waquoit Bay gehört zum Wasserkörper des Nantucket Sound und bildet auch die politische Grenze zwischen den Städten Falmouth und Mashpee.

## Name
Der Name „Waquoit“ kommt von dem Wampanoag-Wort „Weeqayut“ (Waquoit) mit der Bedeutung „Ort des Lichts (Place of Light)“.

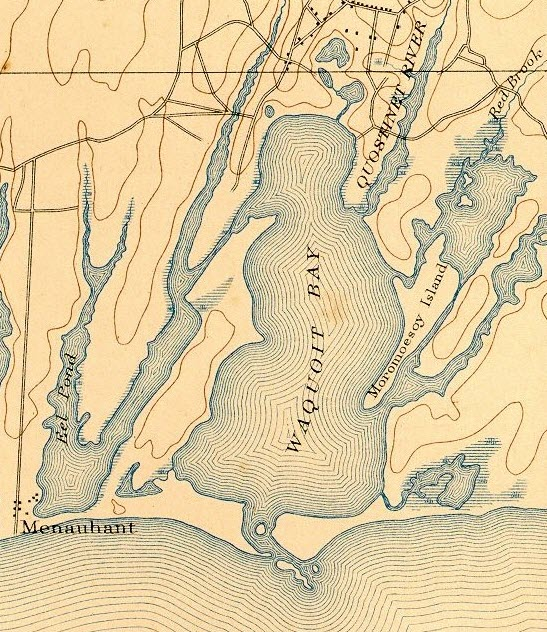
1893 USGS Map of Waquoit Bay

## Geographie
Das Schutzgebiet erstreckt sich über mehrere Abschnitte. Ein östlicher Teil umfasst 432 acre (175 ha) und beinhaltet South Cape Beach State Park, Sage Lot Pond und Flat Pond. Im Bereich dieses Areals liegt auch der Badestrand, der auch ein bekannter Angelplatz ist, während der Zeit der jährlichen Blaufisch- und Morone saxatilis (striped bass)-Wanderungen. Das Gebiet ist auch ein wichtiges Brutgebiet für geschützte Vogelarten wie Gelbfuß-Regenpfeifer (Charadrius melodus) und Antillenseeschwalbe (Sternula antillarum).
Sage Lot Pond (⊙) und Flat Pond (⊙) sind Salzwasserlagunen, die durch Nehrungen vom Nantucket Sound abgeschnitten worden sind.
Die Quashnet River Property umfasst 361 acres (146 ha) im Einzugsgebiet des Quashnet River, nördlich der Bay. Der Fluss ist der Hauptzufluss für Süßwasser und wird hauptsächlich von höhergelegenen Wäldern umgeben. In diesem Gebiet begleitet ein 5 km langer (3 mi) Wanderweg den Fluss.
North Quashnet Woodlands umfasst 25 acre (10,1 ha). Dieses Kieferngehölz umgibt einen trockengelegten cranberry-Sumpf. Trout Unlimited hat den Entwässerungskanal des Sumpfes als Flusslauf renaturiert.
Waquoit Bay selbst hat eine Fläche von 825 acres (334 ha). Sie ist fast vollständig durch Nehrungen vom Nantucket Sound abgeschnitten. Nur ein schmaler Durchlass ermöglicht den Wasseraustausch im Lauf der Gezeiten und etwas weiter westlich gibt es von Eel Pond nochmals einen Durchlass (Childs River). Süßwasser kommt aus vier Hauptquellen: neben dem Quashnet/Moonakis River ist es der Red Brook, Childs River, sowie Grundwasserquellen.
Östlich und nördlich der Bay liegen weitere kleine Gezeitenbecken und Süßwasserbecken, die mit dem Kayak über Seapit River, Great River und Little River erreichbar sind: Hamblin Pond, (141 acre - 57 ha; ⊙), Jehu Pond (172 acres - 70 ha; ⊙), Abigail's Brook mit Jim Pond (⊙); Bog Pond (2,8 acre - 1,1 ha; ⊙), Bourne Pond (10 acre - 4 ha; ⊙). Caleb Pond (5,7 acre - 2,3 ha).
Nach Norden schließen sich weitere Schutzgebiete an: Mashpee National Wildlife Refuge, Frances A. Crane Wildlife Management Area, Mass Audubon Ashumet Holly Wildlife Sanctuary, Alper Conservation und John's Pond Park, sowie Mingo Conservation Area.

## Geschichte
Washburn Island ist ein separates Naturreservat innerhalb der Bay. Im Zweiten Weltkrieg wurde Washburn Island als Landeplatz für die Army Amphibious Command genutzt. In dem Camp befand sich der Sitz des 594th Engineer Boat and Shore Regiment.
In den frühen 1960ern untersuchte der norwegische Forscher Johannes Kr. Tornöe als möglichen Ort des alten Leifsbudir, der lang gesuchten Nordischen Kolonie von Vinland.

## National Marine Research Reserve
Der Kongress der Vereinigten Staaten erließ 1972 ein Gesetz, um den Meeresanrainer-Staaten Unterstützung beim Schutz von wichtigen Küstenabschnitten zu geben. Der Coastal Zone Management Act ermöglichte es, Ästuar-Gebiete als natürliche Feldlaboratorien zu erhalten. Waquoit Bay ist eine dieser Zonen. Damit wurde auch das Visitor Center/Headquarters Property geschaffen.
Das Visitor's Center ist ein Gebiet mit einer Fläche von 28 acre (11 ha). Es ist ganzjährig geöffnet. Vom Center geht ein Weg zum Strand, wo häufig Bildungsangebote gegeben werden.

## Fauna & Flora
In dem Gebiet wurden Nisthilfen für Seeadler aufgestellt. Lokale Fischarten sind blueback herring (Alosa aestivalis), Bachsaibling (brook trout; Salvelinus fontinalis), Regenbogenforelle (rainbow trout; Oncorhynchus mykiss), golden shiner  (Notemigonus crysoleucas), banded killifish (Fundulus diaphanus) und northern pipefish (Syngnathus fuscus). Krebstiere sind Callinectes sapidus (blue crab), Einsiedlerkrebse und barnacles.